# St. Peter und Paul (Berglern)

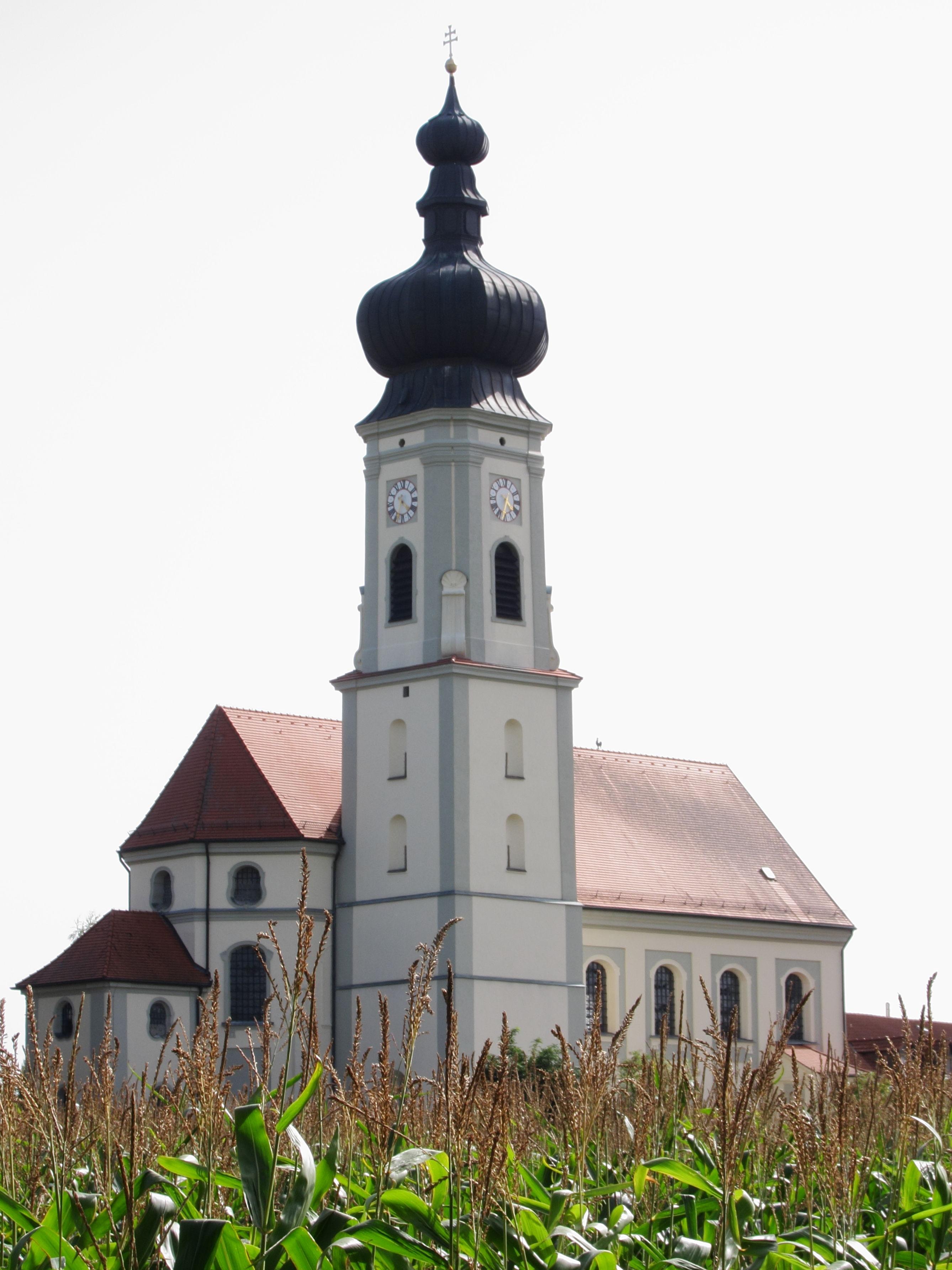
St. Peter und Paul in Berglern

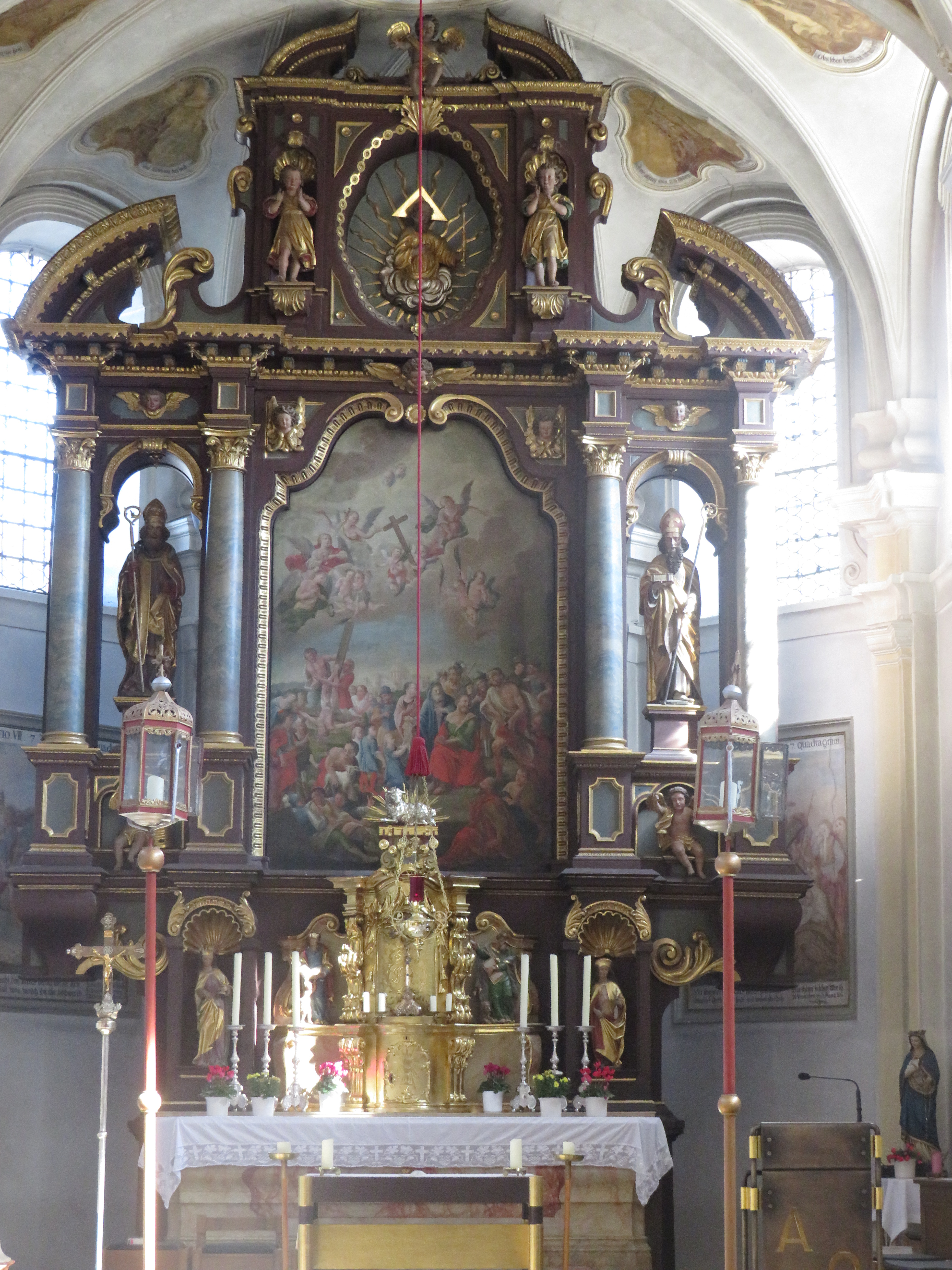
Hauptaltar

Die römisch-katholische Pfarrkirche St. Peter und Paul steht in Berglern, einer Gemeinde im oberbayerischen Landkreis Erding. Das Bauwerk ist in der Liste der Baudenkmäler in Berglern unter der Nr. D-1-77-112-2 eingetragen. Die Kirche gehört zum Dekanat Erding im Erzbistum München und Freising.

## Baubeschreibung
Das Langhaus der Saalkirche wurde 1734/35 nach einem Entwurf von Michael Pröbstl auf einer Anhöhe erbaut und ist damit das höchstgelegene Gebäude des Ortes. Der eingezogene, dreiseitig geschlossene Chor im Osten und der nördlich stehende Chorflankenturm auf quadratischem Grundriss sind im Kern spätgotisch. 1778 wurde nach Plänen von Johann Baptist Lethner der Turm um ein achteckiges, mit einer Welschen Haube bedecktes Geschoss für die Turmuhr und den Glockenstuhl aufgestockt. Im Turm hängt ein vierstimmiges Bronzegeläute in der Schlagtonfolge e1 - g1 - a1 - c2. Ferner wurden der Chor erhöht und an dessen Scheitel die Sakristei angebaut.
Der Innenraum des Langhauses ist mit einem Stichkappengewölbe überspannt.

## Ausstattung
Der Hochaltar wurde um 1680 gebaut. Auf seinem Altarretabel ist die Kreuzigung des Apostels Petrus dargestellt. In der Predella wurden die Statuetten der Heiligen Augustinus und Korbinian untergebracht.

## Orgel
Die Orgel mit 15 Registern auf zwei Manualen und Pedal wurde von Wilhelm Stöberl im Jahr 1979 neu gebaut. Dabei wurden teilweise alter Register aus dem Vorgängerinstrument von Franz Borgias Maerz aus dem Jahr 1890 wiederverwendet. 2016 wurde die Orgel wurde vom Münchner Orgelbau Johannes Führer überholt. Die Disposition lautet:
| I Manual  |       |
| Prinzipal | 8′    |
| Flöte     | 8′    |
| Octav     | 4′    |
| Schwegel  | 2′    |
| Mixtur    | 1 ⁄3′ |

| II Manual  |       |
| Gedackt    | 8′    |
| Salizional | 8′    |
| Gemshorn   | 4′    |
| Prinzipal  | 2′    |
| Quinte     | 1 ⁄3′ |
| Cimbel     | 2⁄3′  |
| Tremulant  |       |

| Pedal      |     |
| Subbaß     | 16′ |
| Holzflöte  | 8′  |
| Nachthorn  | 4′  |
| Blockflöte | 2′  |

- Koppeln: II/I, I/P, II/P
- Bemerkungen: Schleifladen, mechanische Spiel- und Registertraktur